# Хайнеманн, Клаус
Кла́ус Ха́йнеманн (нем. Klaus W. Heinemann; род. 1951, Германия) — немецкий предприниматель; с марта 2013 года — председатель правления финской национальной авиакомпании Finnair.

## Биография
Родился в 1951 году в Германии.
Окончил Гамбургский университет со степенью бакалавра.
С 2003 по 2011 годы работал исполнительным директором лизинговой авиакомпании AerCap Holdings N.V. и имеет 25-летний опыт работы в авиации. C 2011 года работал в правлении компании Finnair.
С марта 2013 года избран председателем правления финской национальной авиакомпании Finnair.